# Sandougou
Sandougou fou una regió del Senegal i Gàmbia, situada al nord del riu Gàmbia i a la vora del riu Sandougou, afluent del Gàmbia, prop de la desembocadura del qual es trobava la fortalesa de Toubakouta, on es va fer fort Mahmadou Lamine en la fase final del seu aixecament.